# Paul Billik
Paul Billik (27 mars 1891-8 mars 1926) est un as allemand de la Première Guerre mondiale crédité de 31 victoires aériennes. Après s'être reconverti dans l'aviation civile après la guerre, Billik est tué aux commandes de l'un des premiers avions de ligne, un Junkers F13.

## Biographie

### Jeunesse
Paul Billik naît le 27 mars 1891 à Haatsch, arrondissement de Ratibor (de), en province de Silésie, dans une famille d'agriculteurs. Il effectue sa scolarité à Ratibor jusqu'en 1910.
En 1911, il rejoint le 157e régiment d'infanterie de la 12e division d'infanterie et est basé à Brzeg. Au cours des deux années suivantes, Billik gagne ses galons de caporal. Lorsque la Première Guerre mondiale éclate, c'est avec ce même régiment qu'il gagne le front. Il y combat en tant que fantassin jusqu'en mai 1916, date à laquelle il est transféré dans l'aviation.

### Carrière de pilote

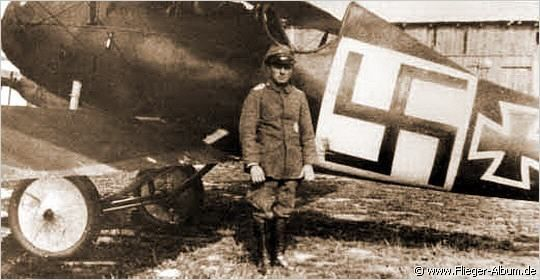
Paul Billik aux côtés de son emblème personnel, une Svastika.

Billik s'entraîne avec le Fliegerersatz-Abteilung 4. De janvier à mars 1917, après la fin de sa formation, il effectue des patrouilles défensives avec une unité dédiée, la Schutzstaffel 4 ,s'entraînant par la même occasion au pilotage d'avions de chasse monoplaces.  Le 1er avril 1917, il rejoint la Jagdstaffel 12, commandée peu de temps après par l'Oberleutnant Adolf Ritter von Tutschek.  C'est à son arrivée dans cette unité que Billik personnalise son appareil en peignant sur le fuselage une Svastika (qui n'était à l'époque qu'un symbole de chance sans connotation particulière).
Le 30 avril, il remporte sa première victoire en abattant un Sopwith Pup piloté par l'as canadien John Joseph Malone (en).  Jusqu'à son transfert dans la Jasta 7 le 3 juillet 1917, Billik remporte trois victoires supplémentaires, ce qui lui vaut la Croix de Fer première classe.
Lors de son arrivée dans la Jasta 7 commandée par Josef Jacobs, Paul Billik change d'appareil pour passer au  Fokker Dr.I. Aux commandes de ce nouveau type de chasseur, il remporte quatre autre victoires avant la fin de l'année.
Au début de 1918, Billik est nommé au commandement de la Jasta 52, une unité créée quelques jours plus tôt et composée de pilotes inexpérimentés. Pour compenser ce manque d'élément aguerris, le nouveau commandant amène avec lui quatre de ses camarades d'escadron. La nouvelle unité reçoit également un marquage distinctif : un fuselage peint en noir. La Jasta est équipée de Pfalz D.III, des avions peu performants et assez limités techniquement, mais Billik met l'accent lors de la formation de ses pilotes sur les astuces et adaptations tactiques à même de réduire ces inconvénients.
La Jasta 52, désormais affublée du surnom d'« Escadron Noir », est déployée au front pour la première fois en février 1918, dans le secteur de Bersée, pour soutenir la 6e armée.

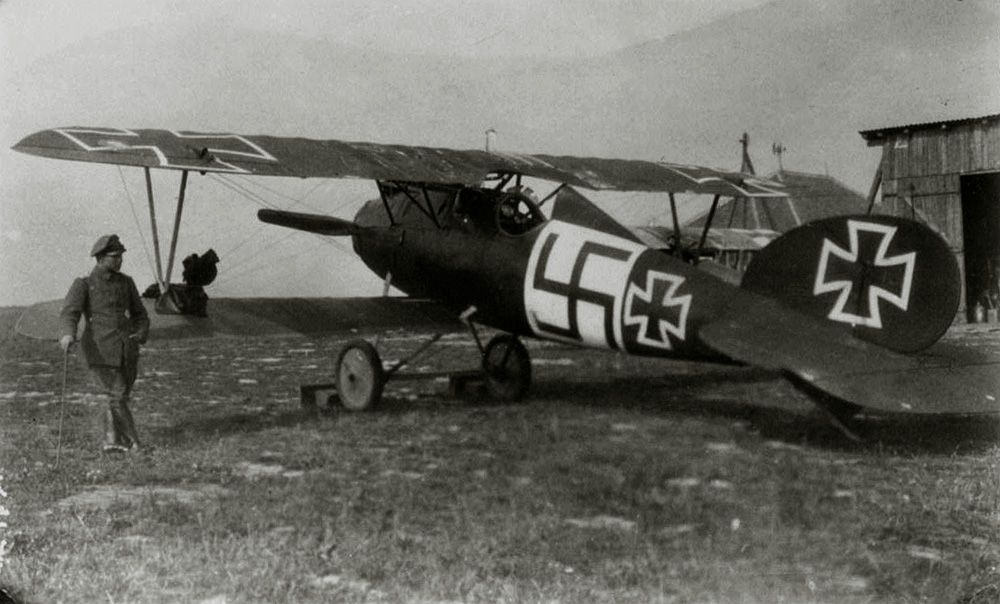

À partir du 9 mars 1918, Paul Billik enchaîne les victoires aériennes : il en remporte 23 avant fin août. Plusieurs de ses victimes sont des as alliés : le Britannique John Lightfoot Trollope (en) est abattu le 28 mars et fait prisonnier, tout comme le Canadien Albert Desbrisay Carter (en), tandis que les Britanniques William Jameson Cairnes (d)  et Arthur Claydon (en) ne survivent pas à leurs rencontres avec Billik.
Le 25 juillet, Paul Billik reçoit la Croix de Chevalier de l'Ordre de la Maison Royale de Hohenzollern.
Le 10 août 1918, dans un combat confus lors de la bataille d'Amiens, Billik est abattu et fait prisonnier. Il avait été recommandé pour la croix Pour le Mérite, la plus haute décoration allemande, un peu plus d'un mois plus tôt. Sa capture l'empêche ainsi de recevoir cette récompense. Billik est alors le pilote encore vivant le plus victorieux à ne pas avoir reçu cette croix. Il passe le restant de la guerre en captivité et n'est libéré qu'en 1919.

### Après-guerre
Paul Billik s'implique dans le développement de l'aviation civile après la guerre. Il meurt à 34 ans, le 8 mars 1926, dans un accident à l'atterrissage à Staaken (Berlin) alors qu'il pilotait l'un des premiers avion de transport de passager au monde, le Junkers F.13.